# Emilie Mundt
Caroline Emilie Mundt, född 22 augusti 1842 i Sorø, död  25 oktober 1922 på Frederiksberg, var en dansk konstnär. Hon var dotter till Carl Mundt och livskamrat till målaren Marie Luplau från 1876 till sin död.

## Biografi
Emilie Mundt föddes i Sorø, där hennes far var professor på Sorø Akademi. Modern Caroline (Amalie) Mundt, född Jørgensen, avled 1845. Omkring 1850 flyttade Emilie Mundt och syskonen tillsammans med fadern till Köpenhamn. Hon utexaminerades som privatlärare från N. Zahles Skole år 1861 och fick anställning som teckningslärare på skolan liksom målaren Christine Løvmand.
Emilie Mundt och Marie Luplau adopterade 1890 dottern Carla Mundt-Luplau.

### Målare
Vid 30 års ålder bestämde sig Emilie Mundt för att satsa på konsten. Hon utbildade sig på Vilhelm Kyhns privata tecknings- och målarskola för kvinnor, där hon träffade Marie Luplau, och även två månader hos Jørgen Roed. År 1875 sökte hon in på Kunstakademiet, men antogs inte. Istället reste hon och Marie Luplau till München för att studera. När de kom hem startade de en tecknings- och målarskola för kvinnor. Hon debuterade på Charlottenborgs konstutställning år 1878 och återvände dit flera gånger.

### Motiv
Under en resa till Paris inspirerades Emilie Mundt av salongsmåleri och speciellt av verk av Jules Breton och Jules Bastien-Lepage. Deras skildringar av fattiga människor inspirerade henne till flera målningar av livet på barnhem, bland annat på Istedgade. Det var något helt nytt och uttryckte ett kvinnopolitiskt intresse för arbetarkvinnor och barn. Barnhemsbilden omtalades positivt i den franska kvinnotidskriften La Citoyenne när den utställdes i Paris 1891.
Hon målade också gruppbilder, ofta i kvällsbelysning. Mest känd är målningen Efter hjemkomsten, som skildrar ett möte mellan danska konstnärer. Målningen finns på Randers Kunstmuseum.  
Mundt tecknade ofta barn samt landskapsmotiv och interiörer från bondgårdar. Hon är representerad på bland annat Skagens Museum och Ribe Kunstmuseum.
Mundt arbetade för att kvinnor skulle få tillträde till Kunstakademiet och medverkade till att Kunstakademiets Kunstskole for Kvinder bildades år 1888. Hon var också en av grundarna och första medlemmarna av Kvindelige Kunstneres Samfund år 1916.

## Galleri

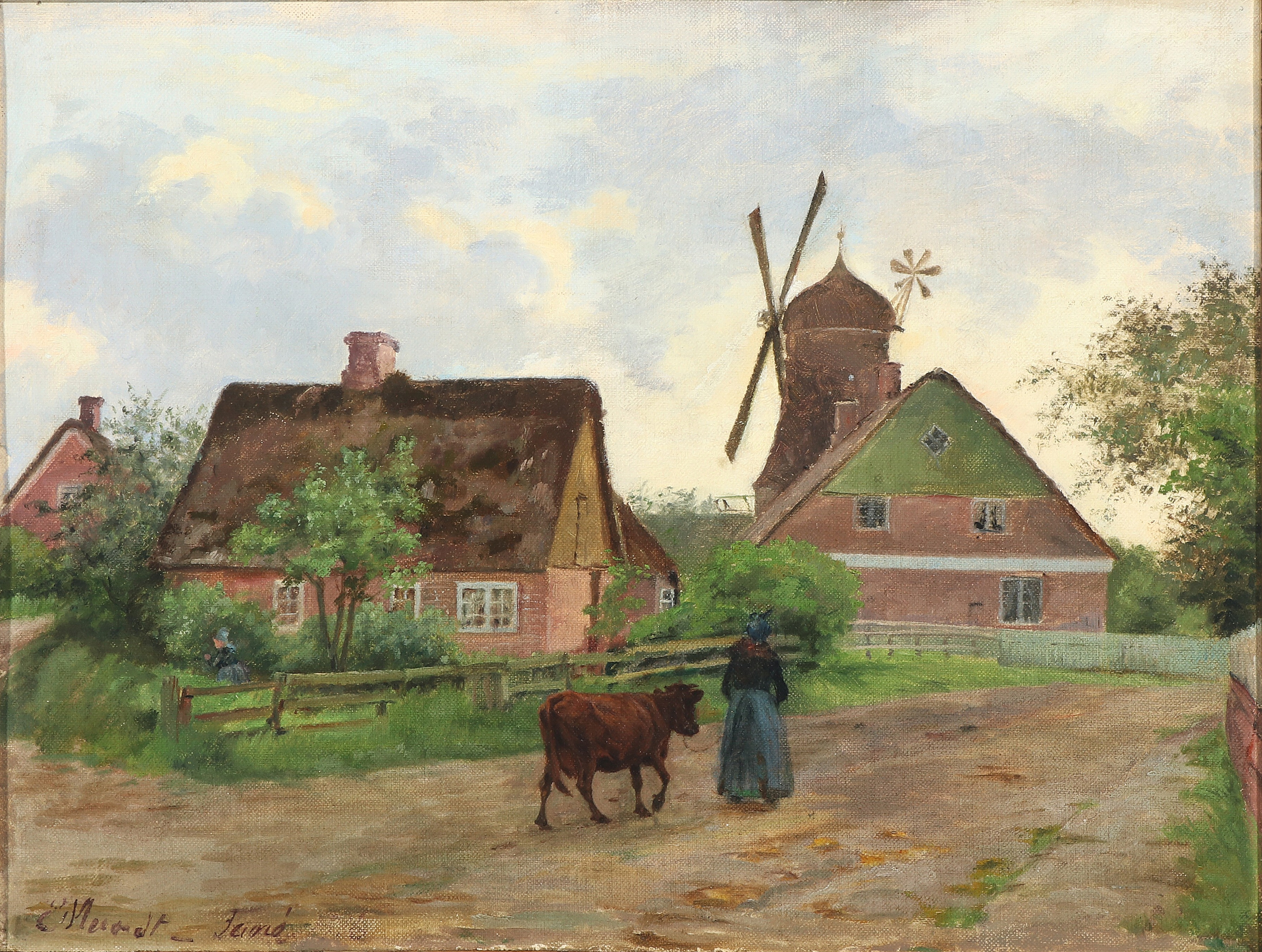
Parti från Fanø
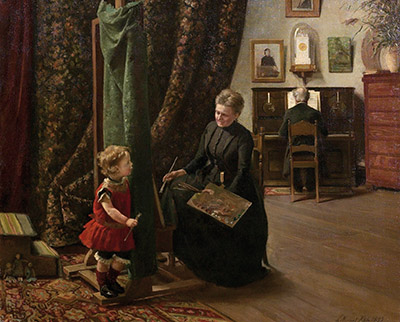
Målare med barn i ataljen, 1893
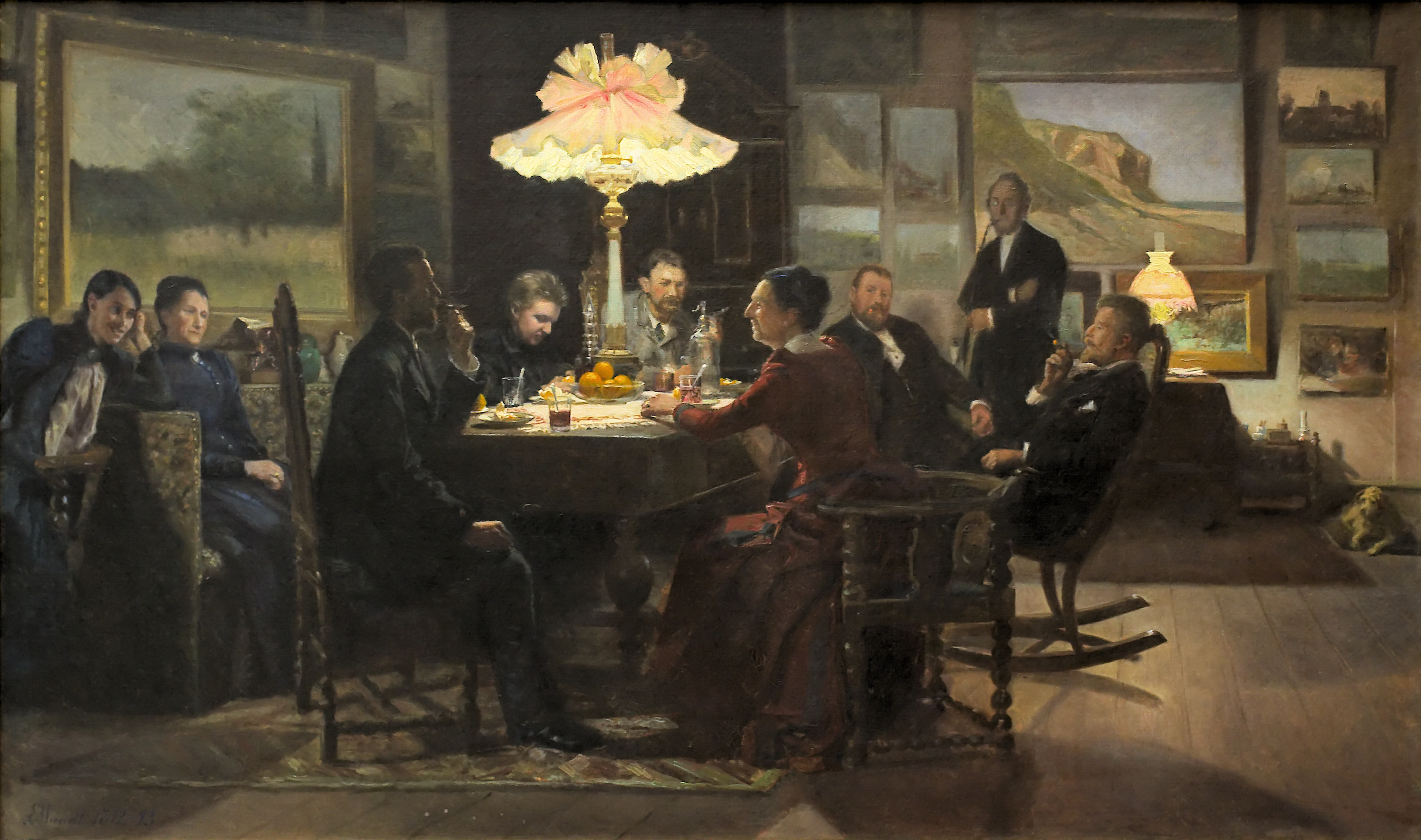
Konstnärerna    Emma Meyer, Louise Ravn-Hansen, Marie Luplau,  Thorvald Niss, Carl Aarsleff, Carl Thomsen med maka samt linguist Vilhelm Thomsen och pastor Daniel Luplau, cirka 1893.